# Memphis rap

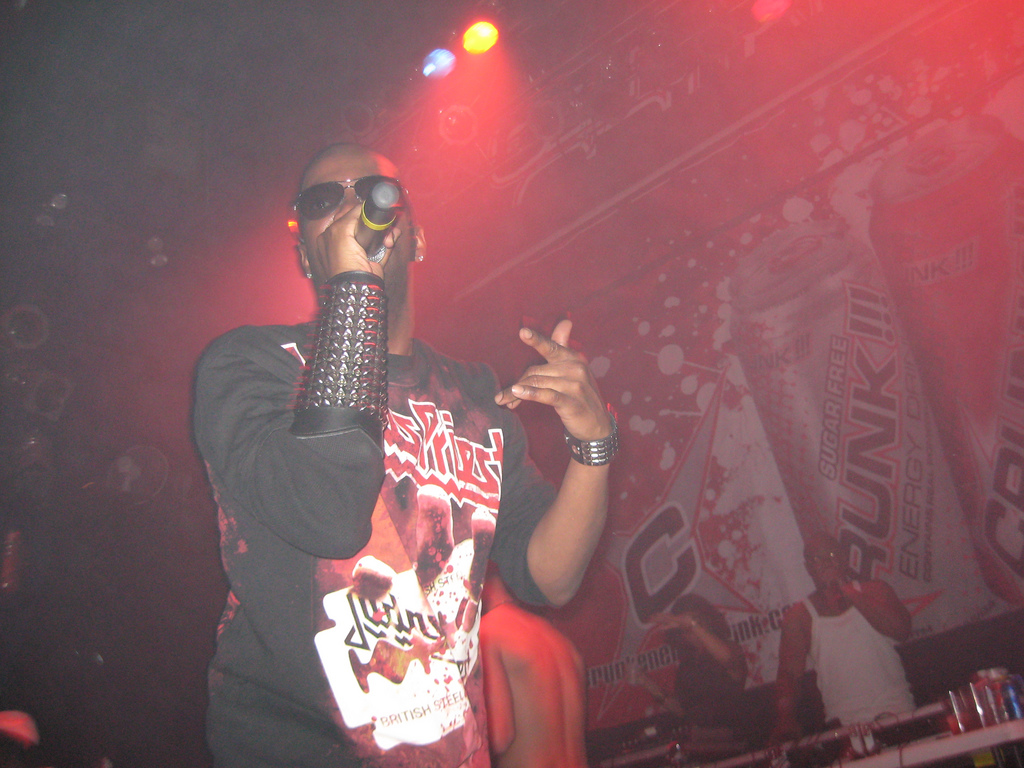
Juicy J (frente) y DJ Paul (atrás) actuando en 2009

El memphis rap es un tipo de southern hip hop originario de Memphis, Tennessee. Con raíces estilísticas en el horrorcore es el origen de la "Buck" music, también llamada "Crunk" y del Phonk. El género ha influido en la creación de géneros como el trap y el drill.
El memphis rap se remonta a mediados de los 80. Se caracteriza por su estética de bajo presupuesto, uso de ganchos vocales repetitivos, sonidos lo-fi distorsionados, uso de la caja de ritmos Roland TR-808 (y también de la Roland BOSS DR-660), melodías sintéticas mínimas y letras oscuras que a menudo tratan temas muy violentos de una manera muy gráfica. Aparte de las típicas letras de gangsta rap sobre pandillas el memphis rap se caracterizó por ser muy descriptivo a la hora de describir una asesinato (algo que décadas más adelante heredará el drill) y se diferencia del gangsta rap por su "adoración" a la magia oscura y satanismo. El género comúnmente presenta flujos de tiempo dobles con flujos triples y habitualmente utiliza samples que van desde soul y funk hasta bandas sonoras de películas de terror, música clásica, así como versos de canciones de raperos relacionados en el mismo género, aunque la producción sin sampleo también es común. Sus letras Horrorcore son letras explícitamente gráficas y el uso de una estética basada en el cine de terror, slashers, satanismo y magia oscura propició varias leyendas urbanas como la de los Memphis Rap Sigils que eran cintas malditas en las que primeramente se captaba el sonido de un asesinato (sacrificio) y luego se grababa encima la música para encantar la cinta, siendo 8 cintas de casete consideradas sigilos aunque esto se haya desmentido en innumerables ocasiones. En sus inicios, al ser una música de bajos recursos, independiente, de nicho y sin apoyo de las disqueras, los Djs movían los casetes en los clubs y barrios. Por eso mucho de su material original está perdido. 
DJ Spanish Fly introdujo el sonido de batería sintética con el TR-808, dividiendo la escena de Memphis en dos: los que preferían el sonido en vivo y los que preferían el digital. Junto a un fuerte ritmo de batería, había "cencerros, ritmos sincopados, subgraves potentes y snares", elementos que se convirtieron en el sello distintivo del sonido del rap de Memphis. El bucle o loop también es una característica muy común sin una regla fija, aunque el bucle se utiliza sobre todo en chopped edits. Los artistas de Memphis publicaban sus mixtapes en sellos independientes. El Memphis rap tuvo que desarrollar un estilo y sonido underground para competir con las escenas de hip hop más dominantes de Nueva York y Los Ángeles, por lo que los artistas utilizaban una estrategia de promoción de base como el boca a boca con casetes en la escena de clubes y mixtapes para difundir su música.
Al igual que todas las escenas de rap, en Memphis se han desarrollado fuertes beefs y feudos entre los raperos, siendo una de los más famosos el beef de todos los raperos de Memphis y el grupo Bone Thugs-n-Harmony. Era una escena dónde se hacían muchas alianzas, pero también se producían muchos beefs (muchas veces se peleaban miembros de mismos grupos como en el caso de Three 6 Mafia o peleas con raperos/grupos aliados como el beef de Tommy Wrigth III vs Three 6 Mafia).

### Artistas
DJ Spanish Fly es comúnmente citado como uno de los pioneros del género, siendo el puente entre el electro-funk de los 80 y el rap gangster de la década siguiente y el encargado de introducir la Roland TR-808, que influirá y caracterizará todo el Dirty south y el Southern rap. Artistas de crunk como Lil Jon han declarado en entrevistas que su influencia por el crunk vino del Memphis rap y en gran parte por la influencia de las canciones de Three 6 Mafia. Los DJs tienen una importancia vital en el desarrollo de la escena, donde destacan DJ Paul, Juicy J (Triple Six Mafia), Tommy Wright III, DJ Zirk, DJ Squeeky, DJ Live Wire, DJ Sound, Blackout etc. Históricamente, los sellos independientes más importantes en Memphis han sido: Hypnotize Mindz y Street Smart Records.
Otros artistas y grupos pioneros asociados con el rap de Memphis incluyen a C-Rock, Gangsta Pat, La Chat, Skimask Troopaz, Gimisum Family, Project Pat, Tommy Wright III (uno de los principales precursores del género), Princess Loko, Da Crime Click, II Tone, DJ Squeeky, DJ Zirk, DJ Live Wire, DJ Sound, Blackout, Playa Fly, Gangsta Boo, Al Kapone, Lil Heavy, Mental Ward Click, MC Mack, Lil Noid, 8Ball & MJG y Three 6 Mafia, siendo estos dos últimos grupos los que lograron un relativo éxito comercial desde finales de los 90 hasta mediados de los 2000. Como obras notables, se destacan Ten Wanted Men, Wanted: Dead or Alive,  Running-N-Gunning y On The Run de Tommy Wrigth III, Mystic Stylez de Three 6 Mafia y otros lanzamientos de miembros del grupo como Come with Me 2 Hell de DJ Paul y Lord Infamous, Mista Don't Play: Everythangs Workin' de Project Pat, Paranoid Funk de Lil Noid fueron particularmente influyentes en el desarrollo del género hacia el mainstream influenciando a toda la ola del trap de Atlanta.
Más adelante, en la década del 2010, nuevas olas de raperos de Memphis, como Young Dolph, Pooh Shiesty, Key Glock, MoneyBagg Yo, entre otros, saltarían al estrellato dedicándose al trap, que es el hijo sucesor del memphis rap aunque siguiendo con el sonido característico de Memphis y no el de Atlanta.
El memphis rap influyó en todo el Southern rap, Dirty south y en innumerables escenas como la de Houston, Nueva Orleans, Indiana, Atlanta, Miami, etc., que a día de hoy son claves en el hip hop.